# کانون میهارا
کانون میهارا (انگلیسی: Kanon Miyahara؛ زادهٔ ۸ آوریل ۱۹۹۶) Model، بازیگر اهل ژاپن است. وی از سال ۲۰۱۱ میلادی تاکنون مشغول فعالیت بوده‌است.